# Sophie Scheder
Sophie Scheder (Chemnitz, 7 gennaio 1997) è una ginnasta tedesca, membro della nazionale tedesca di ginnastica artistica e specialista alle parallele asimmetriche.